# Tronget
Tronget je francouzská obec v departementu Allier v regionu Auvergne. V roce 2011 zde žilo 929 obyvatel.

## Sousední obce
Cressanges, Deux-Chaises, Gipcy, Châtillon, Le Montet, Noyant-d'Allier, Rocles, Le Theil, Treban

## Vývoj počtu obyvatel
Počet obyvatel 